# Односи Србије и Катара
Односи Србије и Катара су односи Републике Србије и Државе Катара.

## Билатерални односи
Дипломатски односи са Катаром су успостављени 1989. године.
Томислав Николић је посетио Катар новембра 2016.

### Економски односи
- У 2020.г. извоз Србије је износио 6,3 милиона УСД, а увоз 391 хиљаду долара.
- У 2019.г. извезли смо за 11 милиона УСД, а увезли робе за 837 хиљада долара.
- У 2018.г. извоз Србије је износио 7,4 милиона УСД, а увоз 546 хиљада долара.[2][3]

### Дипломатски представници

#### У Београду
- Фарис Руми Ал Наими, амбасадор, 2021—
- Мубарак бин Фахад Џасим Мохамед Ал Тани, амбасадор, 2015—2021[4]

#### У Дохи
- Александра Радовановић,[5] амбасадор, 2024—
- Јасминко Поздерац, амбасадор, 2015—[6]